# ニャンちゅうワールド放送局
ニャンちゅうワールド放送局（ -ほうそうきょく）は、NHK教育テレビ→NHK Eテレにて2005年（平成17年）4月10日から2018年（平成30年）4月1日まで放送していた子供向けテレビ番組。前身番組である「母と子のテレビタイム土曜版」、「母と子のテレビタイム日曜版」、「あつまれ!わんパーク」、「ニャンちゅうといっしょ」については「ニャンちゅう」を参照。

## 概要
人気キャラクター「ニャンちゅう」はある日「どんぶらこ島」に到着して、おねえさんとそこに住む鳥「パロロ」と一緒に小さな放送局を開局。世界の国々のいろいろな番組を紹介した。
番組の変遷
1992年度に「母と子のテレビタイム土曜版」、1993年度から1998年度に「母と子のテレビタイム日曜版」、1999年度から2002年度に「あつまれ!わんパーク」、2003年度から2004年度に「ニャンちゅうといっしょ」が放送され、2005年度より「ニャンちゅうワールド放送局」が放送されていた。
基本的に日曜日17時台の放送だが、2007年度のみ土曜日の朝に放送されていた。また、これ以降は今までの50分枠から25-30分枠に縮小されていた。
2009年度よりハイビジョン制作に移行。
2012年4月4日からは5分版の「ニャンちゅうワールド放送局ミニ」も放送されていた。毎日の放送になったため、ほとんどのコーナーがミニでも放送されるようになり（一部カットあり）、エンディングも25分版と同様のものが週に1回は放送されるようになった。
ニャンちゅうの番組では最も長く続き、初めて放送期間が10年を超えた。
2018年4月1日をもって終了し、13年の歴史に幕を下ろした。翌週より新シリーズとして、『ニャンちゅう!宇宙!放送チュー!』が放送されている。

## 出演者
メインキャラクター
- ニャンちゅう（声：津久井教生）
世界の情報を届ける「ニャンちゅうワールド放送局」の局長。ねずみの服を身に着けたダミ声のネコ。大好物はまんじゅう。
質問に答えられないとなんでもお団子に逃げる。
どんぶらこ島にいた頃は放送局のスタッフという立場だったが、2009年4月に自ら放送局を開局し、局長となった。

お姉さん
- 菊地美香 - 初代おねえさん（みかちゃん）
2005年度から2006年度まで出演。シリーズ7代目おねえさん。ニャンちゅうのことは「ニャンちゅう」と呼ぶ。
- 鴻上久美子 - 2代目おねえさん（くみちゃん）
2007年度から2008年度まで出演。シリーズ8代目おねえさん。ニャンちゅうのことは「ニャンちゅう」と呼ぶ。
自身出身のチリの放送局から異動して来た設定。小さい頃にチリに住んでいたため、スペイン語が話せる（本人談）。
- 柊瑠美 - 3代目おねえさん（ミルちゃん）
2009年度から2012年度まで出演。シリーズ9代目おねえさん。ニャンちゅうのことは「ニャンちゅう」と呼ぶ。
ニャンちゅうを探して世界中を旅していたらしく、放送局に勝手に住み込んでしまう。
2012年からは「ニャンだろ特派員」という役割を果たす。過去のシリーズも含めて出演期間が4年間と歴代で2番目に長い。
また、2017年4月2日にドクターメイの母親の 加藤博士役として出演した。
- 河西里音 - 4代目おねえさん（りおんちゃん）
2013年度から2014年度まで出演。シリーズ10代目おねえさん。見習いアナウンサーの設定で、ニャンちゅうのことは「ニャンちゅう局長」と呼ぶ。
- 横田美紀[1] - 5代目おねえさん（みきちゃん）
2015年度から2017年度まで出演。シリーズ11代目おねえさん。ニャンちゅうのことは「局長」と呼ぶ。

サブキャラクター
- パロロ（声：雨蘭咲木子）
2005年度から2007年度まで出演。フムフムの後継者。鳥の少女。渡り鳥であり、満月の夜、うとうとと寝ながら飛んでいるうちに月にぶつかり、どんぶらこ島に墜落した。2007年度末に、恐竜を探すためどんぶらこ島を旅立った。
- 謎のトーテムポール（声：堂坂晃三）
2005年度から2008年度まで出演。
- カブリーノ、カブリーナ（声：太田哲治）
2008年度から2012年度まで出演。パロロの後継者。
- るぽたん
2012年度に出演。
- Qべえ（声：金光宣明）
2013年度に出演。
- ピコたん（声：土師亜文（2013年度）→斉藤美菜子（2014年度））
2013年度から2014年度まで出演。部品変更の設定で担当声優が交代。
- モフ〜（声：比嘉久美子）
2015年度から2017年度まで出演。雲のキャラクター。綿飴が好物で、風が苦手。おねんどお姉さんに惚れていた。

その他
- が〜まるちょば
2013年度に出演。動物に関するものまねコーナーを担当。
- ニャルビッシュ（演：樽美酒研二（ゴールデンボンバー））
2012年11月11日から2017年度まで出演。
ニャンちゅうの遠い未来の孫。全身派手な濃いピンク色で青いハーフパンツ姿、胸元には黄色い猫形にNの文字が書かれている。尻尾を回すことでタイムスリップをすることができた。番組内で、ドラムを披露したことがある。
- おねんどお姉さん ひとみ（岡田ひとみ）
2013年7月14日から2017年度まで出演。後継番組『ニャンちゅう!宇宙!放送チュー!』にも引き続き出演。
「世界ねんど遺産」担当。おっとりした性格。たまに地球（日本）に下りてくる事があった。
- さんしろう隊員（三志郎、過去：外川燎）
2013年度から2017年度まで出演。「スマイル☆イリュージョン」担当。
- 幸四郎（過去：三志郎）
2015年度に出演したさんしろうのパートナーの鳩。さんしろうの父（さんしろうの子供時代に幸四郎が使っていたマジックの本をさんしろうが盗み読みしていて、それを見た幸四郎はさんしろうにマジックの道を諦めるよう言ったが、それに反抗したさんしろうがその本に載っていたマジックを使って幸四郎を鳩にしてしまった）と思われていたが、幸四郎によるマジックで、鳩の正体は手紙だった（幸四郎自身は、さんしろうとのお別れが近い事を知り、置土産として前記の事をした）。
- ず〜まだんけ隊員
2014年度から2017年度まで出演。「みんな!ケンダマパフォーマー」担当。
- ドクターメイ（佐藤芽）
2016年度に出演。メカ忍者から逃げようとして放送局に迷い込んだ少女。
- メカ忍者（高島洋樹）
2016年度に出演。謎の少女のペンダントを手に入れようとして放送局に入り込んだ忍者。

ナレーション
- 金光宣明
2015年度から2017年度まで担当。

## 主題歌
2005年度 - 2006年度（第1期 菊地美香）
オープニング「オハローニャ！」
作詞：もりちよこ／作曲：みつとみ俊郎／歌：菊地美香・ニャンちゅう・パロロ
エンディング「まんじゅうな お月さま」
作詞：もりちよこ／作曲：みつとみ俊郎／歌：菊地美香・ニャンちゅう・パロロ
エンディングとは別に、番組内でフルバージョンが放送されたことがある。
2007年度 - 2008年度（第2期 鴻上久美子）
オープニング
作曲：山口優
エンディング
エンディング主題歌はなく、本編の最後で画面下部にスタッフロールを流し、ラストは「ON AIR」の吊り下げ看板のアップに切り替わり、鴻上がその吊り下げ看板を裏返して「STAND BY」を表示させるという形に簡略化されている。
2009年度 - 2012年度（第3期 柊瑠美）
オープニング
作曲：トクマルシューゴ
エンディング「ニャンでもちゅうでも」
作詞：ふじきみつ彦／作曲：トクマルシューゴ／歌：柊瑠美
2013年度 - 2014年度（第4期 河西里音）
オープニング「ニャンちゅう2013オープニング」
作曲：トクマルシューゴ
エンディング「あつまれ雲のうえ」
作詞：大久保友裕・オーノカズナリ／作曲：大久保友裕／歌：河西里音・ニャンちゅう・ピコたん
2015年度 - 2017年度（第5期 横田美紀）
オープニング「ニャンちゅう2015オープニング」
作曲・編曲・演奏：bonobos
エンディング「ニャンてちゅうばらしい世界」
作詞・作曲：さいちゅんほ／歌：横田美紀・ニャンちゅう

### オリジナルソング
「はやくち体操のうた」
作詞・作曲・編曲：さい ちゅんほ / 歌：みき、ニャンちゅう、モフ〜
「それってミーのこと?」
作詞・作曲・編曲：さい ちゅんほ / 歌：ニャンちゅう、みき、モフ〜
「通じ合う・ザ・ワールド」
作詞・作曲・編曲：さい ちゅんほ / 歌：みき、ニャンちゅう、モフ〜 / 振付：めるも
「おねのねおねんど」(おねんどお姉さんのテーマ)
作詞・作曲・編曲：さい ちゅんほ / 歌：ひとみ / 振付：大島毅
「まごころをこねて」
作詞・作曲・編曲：さい ちゅんほ / 歌：ひとみ / コーラス：NHK東京児童合唱団 / 振付：大島毅

## 主なコーナー
NHK Eテレの他番組のコーナーが内包されていた過去のシリーズとは異なり、本番組独自のコーナーを中心に展開する。
2015年度 - 2017年度
- スマイル★イリュージョン
- 世界ねんど遺産
- みんな!ケンダマパフォーマー
- ニャルビッシュ参上
- 世界ニャンだろ?ネットワーク
- ニャルほどニャっとく調べ隊
- 世界のうた
- おたよりミュージアム（視聴者からのおたより・おねんど作品紹介）[注 3]
- ふわり☆ワ～ルドスクープ!
- ニャンでも企画室

2016年度 - 2017年度
- なめこ 〜せかいのともだち〜[注 4]

過去のコーナー
- だいすき!マウス（単独でも放送）
- ティキティクリップ（チリの子どもの歌）
- どうなる お絵かき（絵描き歌のコーナー。ニャンちゅう・パロロ・美香ちゃんが出演する）
- ミッフィー（アニメ・ブルーナの絵本〈1993-1994頃〉の再放送）
- なぞなぞケロロン（フランス）
- ピングー（イギリス版を放映後、スイス版を放映）
- フィンブルズ（イギリスのBBCで放送中）
- ポッツィー（いないいないばあっ!でも放送）
- やんちゃはヤメて! のちのちペット（アメリカ）
- ネイバーズ（アニメ）（現在はニャンちゅう!宇宙!放送チュー!で放送）

## 放送時間の変遷
ニャンちゅうワールド放送局
| 期間       | 期間       | 放送時間（JST）            | 備考     |
| ---------- | ---------- | -------------------------- | -------- |
| 2005.04.10 | 2007.04.01 | 日曜 17:00 - 17:50（50分） |          |
| 2007.04.07 | 2008.03.29 | 土曜 07:50 - 08:20（30分） |          |
| 2008.04.06 | 2011.03.20 | 日曜 17:00 - 17:30（30分） | [ 注 5 ] |
| 2011.04.03 | 2011.09.25 | 日曜 17:35 - 18:00（25分） |          |
| 2011.10.02 | 2018.04.01 | 日曜 17:00 - 17:25（25分） | [ 注 5 ] |

ニャンちゅうワールド放送局ミニ
| 期間       | 期間       | 放送時間（JST）      | 放送時間（JST）      | 放送時間（JST）      | 放送時間（JST）      | 放送時間（JST）      |
| 期間       | 期間       | 月曜日               | 火曜日               | 水曜日               | 木曜日               | 金曜日               |
| ---------- | ---------- | -------------------- | -------------------- | -------------------- | -------------------- | -------------------- |
| 2012.04.04 | 2013.03.29 | 15:35 - 15:40（5分） | （放送なし）         | 15:35 - 15:40（5分） | （放送なし）         | 15:35 - 15:40（5分） |
| 2013.04.01 | 2015.03.27 | 16:15 - 16:20（5分） | （放送なし）         | 16:15 - 16:20（5分） | （放送なし）         | 16:15 - 16:20（5分） |
| 2015.03.30 | 2017.03.31 | 17:55 - 18:00（5分） | 17:55 - 18:00（5分） | 17:55 - 18:00（5分） | 17:55 - 18:00（5分） | 17:55 - 18:00（5分） |
| 2017.04.06 | 2018.04.05 | （放送なし）         | （放送なし）         | （放送なし）         | 17:35 - 17:40（5分） | （放送なし）         |

## スタッフ
2005年4月10日 - 2007年4月1日（第1期 菊地美香）
- 構成 - 渡辺創、清水専吉、永田悦雄
- キャラクターデザイン・人形制作 - 岡部久義
- 音楽 - みつとみ俊郎
- 人形操作 - 大江健司、磯辺美恵子、高橋弘一
- オープニング・エンディングアニメーション - はたれいなおき

2007年4月7日 - 2009年3月29日（第2期 鴻上久美子）
- 構成 - 清水専吉、永田悦雄、日暮美佐、ふじきみつ彦
- キャラクターデザイン・人形制作 - 岡部久義
- 音楽 - 山口優、荒木尚美、池毅
- 人形操作 - 大江健司、磯辺美恵子、高橋弘一
- オープニングアニメーション - 寺田和男、川又浩

2009年4月5日 - 2013年3月24日（第3期 柊瑠美）
- 構成 - 日暮美佐、堀内一寿
- キャラクターデザイン・人形制作 - 岡部久義、加藤晃
- セットデザイン - 富田勉、山本真嗣
- 音楽 - トクマルシューゴ、三井誠
- 人形操作 - 大江健司、磯辺美恵子、高橋弘一
- オープニング・エンディングイラスト - 梶浦孝博

2013年4月7日 - 2015年3月22日（第4期 河西里音）
- 構成 - 日暮美佐、堀内一寿、龍田力、たがみとしぞう
- キャラクターデザイン・人形制作 - 岡部久義、加藤晃
- 音楽 - トクマルシューゴ
- 人形操作 - 磯辺美恵子、高橋弘一
- オープニングアニメーション
  - 絵コンテ・演出 - 武馬眞幸
  - イラスト - 東美名子
  - アニメーション - 平山亮
- エンディングアニメーション
  - 絵コンテ・演出・アニメーション - 武馬眞幸
  - イラスト - 東美名子
- オープニング・エンディングアニメーション制作 - GENIE
- ロゴデザイン - 川島 剛、武馬眞幸

2015年4月5日 - 2018年4月1日（第5期 横田美紀）
- 構成 - 龍田力、たがみとしぞう
- キャラクターデザイン - 岡部久義、加藤晃
- 音楽 - bonobos、トクマルシューゴ
- 人形操作 - 磯辺美恵子、高橋弘一
- 人形制作 - 加藤晃
- オープニングアニメーション - ヒゲプロ
- 制作協力 - 81プロデュース

番組共通
- 制作 - NHKエデュケーショナル
- 制作・著作 - NHK